# فرهنگ در بریتانیا

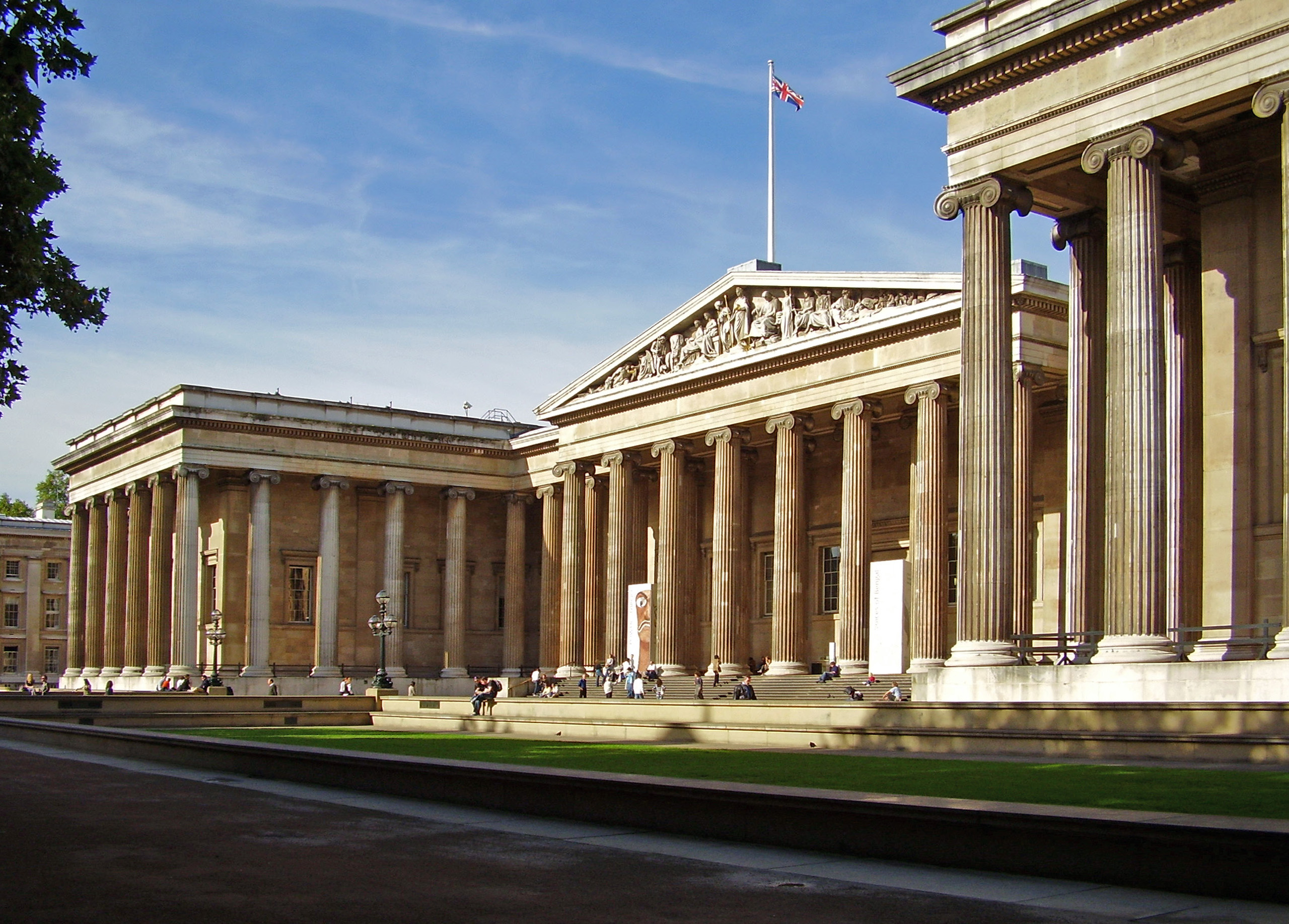
موزه بریتانیا در شهر لندن

فرهنگ پادشاهی متحد (انگلیسی: Culture of the United Kingdom) متاثر از تاریخ پادشاهی متحد به عنوان یک کشور جزیره‌ای توسعه یافتهٔ دارای لیبرال دموکراسی و یک قدرت بزرگ جهانی با مذهبی عمدتاً مسیحی است. این فرهنگ ترکیبی از ۴ کشور انگلستان، ولز، اسکاتلند و ایرلند شمالی می‌باشد که هر کدام دارای آداب و رسوم به همراه فرهنگی نمادین و متمایز است.